# Malaconothrus pilosellus
Malaconothrus pilosellus är en kvalsterart som beskrevs av Balogh och Sandór Mahunka 1969. Malaconothrus pilosellus ingår i släktet Malaconothrus och familjen Malaconothridae. Inga underarter finns listade i Catalogue of Life.